# トビー・マグワイア
トビー・マグワイア（Tobey Maguire, 本名：トバイアス・ヴィンセント・マグワイア、Tobias Vincent Maguire, 1975年6月27日 - ）は、アメリカ合衆国の俳優・映画プロデューサー。

## 経歴

### 生い立ち
カリフォルニア州サンタモニカで生まれる。当時、両親は20歳と18歳で、父のヴィンセント・マグワイアはコック、母のウェンディ（旧姓ブラウン）は秘書兼シナリオ作家だった。
2歳の時に両親が離婚し、各地を転々とする。貧しさに追い詰められた父が銀行強盗で逮捕され、幼い弟たちを養うために学校を中退して唯一の才能だった演技力を武器にハリウッドへ向かったことが、本格的な俳優業へのきっかけである。

### 俳優として
10代の頃から子役としてCMなどに出演し、1989年公開の『The Wizard』で端役ながら映画デビューした。1992年にテレビシリーズ『Great Scott!』で注目を集める。
1998年公開の『カラー・オブ・ハート』や翌年公開の『サイダーハウス・ルール』で注目され、2002年からの『スパイダーマン』シリーズで主人公ピーター・パーカー / スパイダーマンを演じる。
2002年公開の『25時』では製作を、翌年公開の『シービスケット』では製作総指揮および主演を務めた。
2009年公開の『マイ・ブラザー』でゴールデングローブ賞 主演男優賞（ドラマ部門）にノミネートされた。

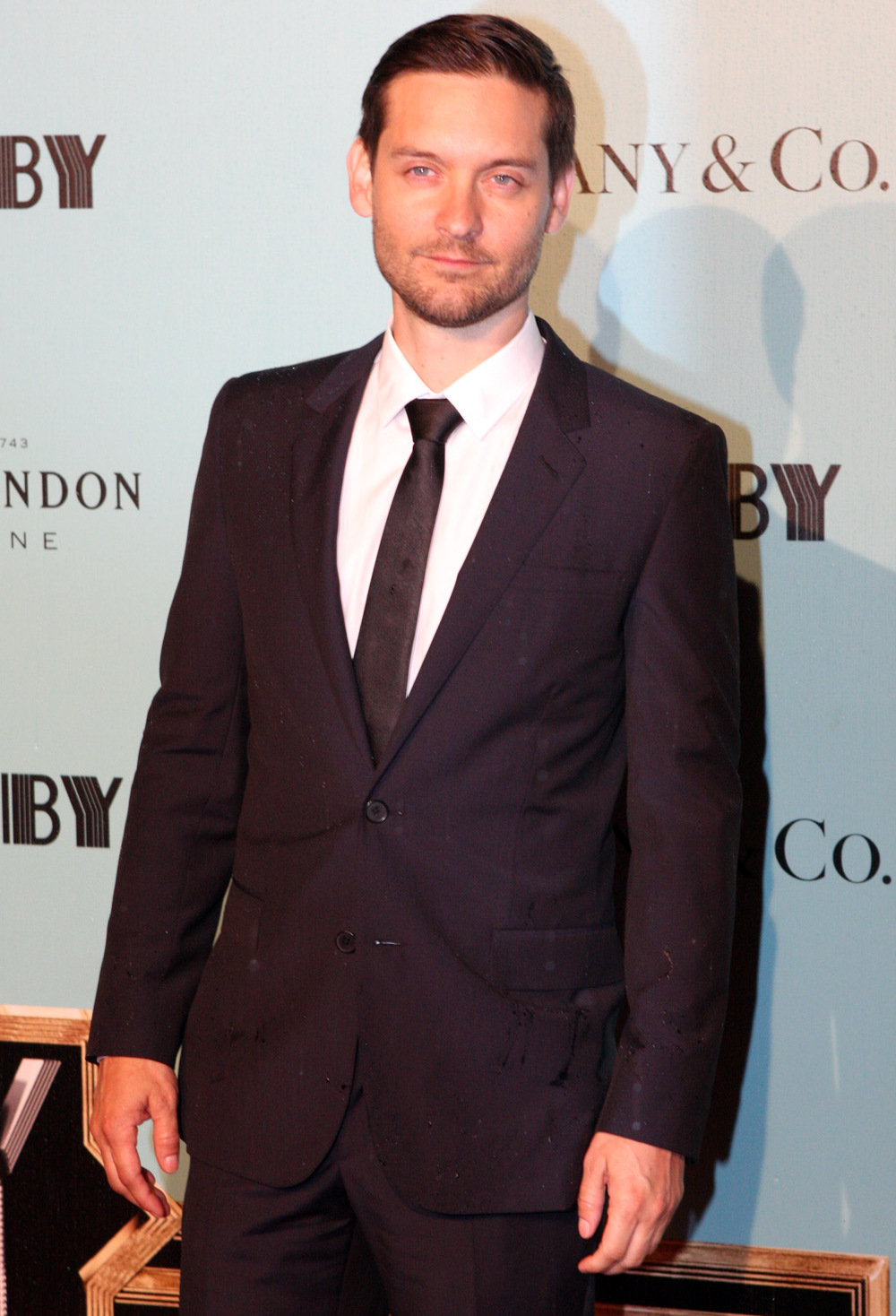
2013年『華麗なるギャツビー』プレミアでのマグワイア

2012年公開の『ライフ・オブ・パイ/トラと漂流した227日』にキャスティングされるが、出演シーンを撮り終えた後に「もっと国際色豊かなキャストにしたい」とするアン・リー監督の意向により、アメリカ人であるマグワイアの演じた役はイギリス人であるレイフ・スポールに再キャストされて全出演シーンが撮り直され、幻の出演作品となった。
2021年には『スパイダーマン:ノー・ウェイ・ホーム』にて久々にスパイダーマン役を演じたが、同作に出演したことによって、2022年1月25日に共演したウィレム・デフォーと共に、最も長期にわたってマーベルのキャラクターを演じた俳優(19年と225日)としてギネス世界記録に認定された。

## 私生活
2003年から当時ユニバーサル・ピクチャーズの社長兼CEOだったロン・メイヤーの娘で宝石デザイナーのジェニファー・メイヤーと交際し、2006年4月に婚約。2006年11月9日に長女（ルビー・スウィートハート）が誕生。2007年9月3日にハワイ島コナで挙式。2009年5月8日に長男（オーティス・トバイアス）が誕生。2016年にジェニファーと離婚。
『ボーイズ・ライフ』で共演したレオナルド・ディカプリオとは親友同士だという。アルコール使用障害だったが禁酒に成功しアルコール依存を克服した。
1992年からベジタリアンに転向し、2009年にはベジタリアンより厳格なヴィーガンとなった。インタビューで「"肉が食べたい "と思ったことは一度もないんです。むしろ、子供の頃は、肉を食べるのが本当に辛かった」「肉を食べる人を批判するつもりはないけれど、なんとなく嫌なんです」と述べている。また、自宅に入る人には革製品を取り除いてもらうようお願いしている。
ヨガを趣味とするなど、ヘルシーなライフスタイルを送っている。

## 主な出演作品

### 映画
| 年   | 題名                                                          | 役名                                           | 備考                                                    | 吹き替え                                          |
| ---- | ------------------------------------------------------------- | ---------------------------------------------- | ------------------------------------------------------- | ------------------------------------------------- |
| 1989 | スウィート・ロード The Wizard                                 |                                                | クレジット表記なし                                      | TBA                                               |
| 1993 | ボーイズ・ライフ This Boy's Life                              | チャック・ボルガー                             |                                                         | TBA                                               |
| 1994 | Healer                                                        | 学生                                           | N/A                                                     |                                                   |
| 1994 | Revenge of the Red Baron                                      | ジミー・スペンサー                             | N/A                                                     |                                                   |
| 1995 | エンパイア レコード Empire Records                            | アンドレ                                       | 出演シーンカット                                        | N/A                                               |
| 1996 | Joyride                                                       | J.T                                            |                                                         | N/A                                               |
| 1997 | アイス・ストーム The Ice Storm                                | ポール・フッド                                 | 野島健児                                                |                                                   |
| 1997 | 地球は女で回ってる Deconstructing Harry                       | ハーヴェイ・スターン / ハリーのキャラクター    |                                                         |                                                   |
| 1998 | ラスベガスをやっつけろ Fear and Loathing in Las Vegas         | ヒッチハイカー                                 | 坪井智浩（旧ソフト版） 猪野学（新ソフト版）             |                                                   |
| 1998 | カラー・オブ・ハート Pleasantville                            | デイビッド                                     | 草尾毅                                                  |                                                   |
| 1999 | 楽園をください Ride with the Devil                            | ジェイク・ローデル                             | 別題『シビル・ガン 楽園をください』                     | 浪川大輔                                          |
| 1999 | サイダーハウス・ルール The Cider House Rules                  | ホーマー・ウェルズ                             |                                                         | 渡貫良児（ソフト版） 近松孝丞（Netflix版）        |
| 2000 | ワンダー・ボーイズ Wonder Boys                                | ジェームズ・リア                               | 坂詰貴之                                                |                                                   |
| 2001 | あのころ僕らは Don's Plum                                     | イアン                                         | 山口勝平                                                |                                                   |
| 2001 | キャッツ&ドッグス Cats & Dogs                                 | ルーのビーグル犬                               | 声の出演                                                | いっこく堂（いっこく堂版） 矢島晶子（劇場公開版） |
| 2002 | スパイダーマン Spider-Man                                     | ピーター・パーカー / スパイダーマン            |                                                         | 猪野学                                            |
| 2002 | 25時 25th Hour                                                | N/A                                            | 製作のみ                                                | N/A                                               |
| 2003 | シービスケット Seabiscuit                                     | ジョニー・レッド・ポラード                     | 兼製作総指揮                                            | 神奈延年                                          |
| 2004 | スパイダーマン2 Spider-Man 2                                  | ピーター・パーカー / スパイダーマン            |                                                         | 猪野学                                            |
| 2006 | さらば、ベルリン The Good German                              | パトリック・タリー中尉                         | （吹き替え版なし）                                      |                                                   |
| 2007 | スパイダーマン3 Spider-Man 3                                  | ピーター・パーカー / スパイダーマン            | 猪野学                                                  |                                                   |
| 2008 | トロピック・サンダー/史上最低の作戦 Tropic Thunder            | 本人役                                         | カメオ出演                                              | （台詞なし）                                      |
| 2009 | マイ・ブラザー Brothers                                       | サム・ケイヒル                                 | ゴールデングローブ賞 主演男優賞（ドラマ部門）ノミネート | 土田大                                            |
| 2010 | カントリー・ストロング Country Strong                         | N/A                                            | 製作のみ                                                | N/A                                               |
| 2011 | スパイラル 〜危険な関係〜 The Details                         | ジェフリー・ラング                             | 日本劇場未公開                                          | （吹き替え版なし）                                |
| 2011 | ハングリー・ラビット Seeking Justice                          | N/A                                            | 製作のみ                                                | N/A                                               |
| 2012 | ロック・オブ・エイジズ Rock of Ages                           | N/A                                            | 製作のみ                                                | N/A                                               |
| 2013 | 華麗なるギャツビー The Great Gatsby                           | ニック・キャラウェイ                           |                                                         | 加瀬康之                                          |
| 2013 | とらわれて夏 Labor Day                                        | 成人後のヘンリー・ウィーラー                   | 平川大輔                                                |                                                   |
| 2013 | パーフェクト・プラン Good People                              | N/A                                            | 製作のみ                                                | N/A                                               |
| 2014 | 完全なるチェックメイト Pawn Sacrifice                         | ボビー・フィッシャー                           | 兼製作                                                  | 福山潤                                            |
| 2015 | 死の谷間 Z for Zachariah                                      | N/A                                            | 製作のみ                                                | N/A                                               |
| 2016 | フィフス・ウェイブ The Fifth Wave                             | N/A                                            | 製作のみ                                                | N/A                                               |
| 2017 | ボス・ベイビー The Boss Baby                                  | 大人になったティモシー・レスリー・テンプルトン | 声の出演                                                | 宮野真守（劇場公開版） 勝杏里（機内上映版）       |
| 2019 | ゲット・デュークト! Boyz in the Wood                          | N/A                                            | 製作のみ                                                | N/A                                               |
| 2019 | ベスト・オブ・エネミーズ 〜価値ある闘い〜 The Best of Enemies | N/A                                            | 製作のみ                                                | N/A                                               |
| 2019 | ブリタニー・ランズ・ア・マラソン Brittany Runs a Marathon     | N/A                                            | 製作のみ                                                | N/A                                               |
| 2020 | The Violent Heart                                             | N/A                                            | 製作のみ                                                | N/A                                               |
| 2021 | スパイダーマン:ノー・ウェイ・ホーム Spider-Man: No Way Home   | ピーター・パーカー / スパイダーマン            |                                                         | 猪野学                                            |
| 2022 | バビロン Babylon                                              | ジェームズ・マッケイ                           | 兼製作総指揮                                            | 内田夕夜                                          |

### テレビ
| 年        | 題名                                                       | 役名          | 備考                                  | 吹き替え |
| --------- | ---------------------------------------------------------- | ------------- | ------------------------------------- | -------- |
| 1991-1992 | Eerie Indiana                                              |               | 第1シーズン第8話「The Dead Letter」   | N/A      |
| 1992      | Great Scott!                                               | スコット      | 計13話出演                            | N/A      |
| 1994      | 炎のテキサス・レンジャー Walker, Texas Ranger              | Duane Parsons | 第2シーズン第16話「The Prodigal Son」 |          |
| 2000      | サタデー・ナイト・ライブ Saturday Night Live               | 本人 / ホスト | 「Tobey Maguire / Sisqo」             | N/A      |
| 2023      | エクストラポレーションズ:すぐそこにある未来 Extrapolations | ニコラス      | 第7話「2068年：送別会」               | 森宮隆   |

### コンピュータゲーム
| 年   | 題名                         | 役名                              | 備考     | 吹替               |
| ---- | ---------------------------- | --------------------------------- | -------- | ------------------ |
| 2002 | SPIDER-MAN Spider-Man        | ピーター・パーカー/スパイダーマン | 声の出演 | 猪野学             |
| 2004 | スパイダーマン2 Spider-Man 2 | ピーター・パーカー/スパイダーマン | 声の出演 | （吹き替え版なし） |
| 2007 | スパイダーマン3 Spider-Man 3 | ピーター・パーカー/スパイダーマン | 声の出演 | 猪野学             |

## 日本語吹き替え
『スパイダーマン』以降、同シリーズや『ラスベガスをやっつけろ』などの代表作で猪野学が担当している。
このほかにも、野島健児、草尾毅、神奈延年、土田大、福山潤、内田夕夜なども声を当てたことがある。